# 李逸男
李逸男（1996年10月15日—），汉族，陕西西安人，中国男演员。

## 生平
2016年，李逸男成为工夫真言影业旗下的签约艺人，从而进入演艺圈。翌年，与李现、张铭恩合作出演的网络剧《河神》在爱奇艺首播。
2018年6月15日，参演电视剧《法医秦明II》播出，在剧中饰演「韩天峰」一角。翌年，电视剧《末代厨娘》及《动物管理局》陸續播出。
2020年，与庄达菲合作主演的《我的刺猬女孩》定档在优酷播出，在剧中饰演「吴景昊」。
2021年11月，电视剧《当家主母》定档在爱奇艺、腾讯视频及优酷播出。

## 影視作品

### 電視劇/網路劇
| 首播年度 | 剧名                       | 角色   | 備註       |
| 2017年   | 《河神》                   | 黃玉   | 網路劇     |
| 2018年   | 《泡沫之夏》               | 西蒙   |            |
| 2018年   | 《法医秦明II》             | 韩天峰 | 網路劇     |
| 2019年   | 《动物管理局》             | 卡闪闪 | 網路劇     |
| 2020年   | 《输不起》                 | 路风   | 網路劇     |
| 2020年   | 《我的刺蝟女孩》           | 吴景昊 | 網路劇     |
| 2021年   | 《当家主母》               | 任如風 | 網路劇     |
| 2022年   | 《摇滚狂花》               | 李彬彬 | 網路劇     |
| 2023年   | 《我的刺猬女孩之念念不忘》 | 吴景昊 | 網路劇     |
| 2023年   | 《外婆的新世界》           | 保安   | 第二集出現 |
| 2023年   | 《了不起的甄高貴》         | 鍾意名 | 網路劇     |
| 2024年   | 《與鳳行》                 | 北小炎 |            |
| 2024年   | 《末代廚娘》               | 劉爾   | 2019年拍攝 |
| 2024年   | 《清明上河图密码》         | 孙勃   |            |
| 2025年   | 《大梦想家》               | 赵一雷 |            |
| 待播     | 《青簪行》                 | 李汭   | 2019年拍攝 |
| 待播     | 《超感迷宮》               | 劉銘   | 網路劇     |
| 待播     | 《太平年》                 | 吕端   |            |
| 待播     | 《宴遇永安》               | 桓二郎 | 網路劇     |
| 待播     | 《还行，不错》             | 李伟   | 網路劇     |

### 電影
| 首映年度 | 剧名                              | 角色 |          |
| 2021年   | 《侍神令》                        | 靜庵 |          |
| 2022年   | 《大世界扭蛋機-下鄉的塔可夫斯基》 | 楊哲 | 電影短片 |

## 外部連結
- 李逸男的新浪微博